# Флаг муниципального округа Даниловский
Флаг внутригородского муниципального образования муниципальный округ Дани́ловский в Южном административном округе города Москвы Российской Федерации.
Ныне действующий флаг утверждён 20 сентября 2016 года решением Совета депутатов № МДА-01-03-104 и внесён в Государственный геральдический регистр Российской Федерации с присвоением регистрационного номера 11106.

## Описание
Первый флаг муниципального округа Даниловский был утверждён 1 июня 2004 года решением муниципального Собрания № МДА-03-24 как флаг муниципального образования Даниловское. Описание флага гласило:
«Флаг муниципального образования Даниловское представляет собой двустороннее, прямоугольное полотнище с соотношением сторон 2:3.
В центре голубого полотнища помещено изображение белого столба с вершиной в виде куполов храма. Габаритные размеры изображения составляют 3/8 длины и 39/40 ширины полотнища.
Внутри изображения столба помещено изображение стоящего князя в пурпурных одеянии, сапогах и шапке, держащего в левой руке белый меч. Габаритные размеры изображения составляют 7/30 длины и 7/8 ширины полотнища. Изображение равноудалено от боковых краёв полотнища и на 1/40 смещено к нижнему краю полотнища от его центра».
Законом города Москвы от 11 апреля 2012 года № 11, муниципальное образование Даниловское было преобразовано в муниципальный округ Даниловский.
Решением Совета депутатов от 20 сентября 2016 года № МДА-01-03-104, был утверждён новый, немного видоизменённый (у «постаревшего» князя появился нимб), флаг муниципального округа Даниловский. Описание флага стало гласить:
«Прямоугольное двухстороннее полотнище голубого цвета с отношением ширины к длине 2:3, в центре которого воспроизведены фигуры герба муниципального округа Даниловский, выполненные белым, малиновым, жёлтым и оранжевым цветом».

## Обоснование символики
Фигура князя символизирует память об основателе рода московских государей — Данииле Александровиче, сыне Александра Невского, в княжение которого началась возвышение Москвы. Серебряный столб с вершиной в виде куполов храма в голубом поле символизирует основанный им, согласно преданию, Данилов монастырь один из основных исторических памятников на территории района, духовную святыню, давшую название району.
Князь Даниил небезуспешно воевал и небезуспешно руководил войсками в целях политического давления на соперника, при этом избегая столкновений. Но прежде всего он был известен миролюбием и миротворческими настроениями, что на флаге округа отражено мечом, убранным в ножны.
Голубой цвет (лазурь) — символ возвышенных устремлений, искренности, преданности, возрождения.
Белый цвет (серебро) — символ чистоты, открытости, божественной мудрости, примирения.
Малиновый цвет (пурпур) — символ власти, славы, почёта, благородства происхождения, древности.
Жёлтый цвет (золото) — символ высшей ценности, величия, богатства, урожая.